# 김기황
김기황(金基璜, 1920년 ~ 1993년 9월 16일)은 한국은 무술가였다. 그는 1988년 미국 당수도 무덕관 협회 회장과 미국 올림픽 태권도 대표팀 회장을 역임했다. 그는 여러 한국 무술을 태권도의 전체적인 스타일로 통합하는 데 일조했다.

## 참고 자료
- 태권도 명예의 전당[깨진 링크(과거 내용 찾기)]
- Burdick, Dakin (1997) Journal of Asian Martial Arts, Volume 6 Number 1 - 1997. People and Events of Taekwondo's Formative Years
- Corcoran, John. "Memorial for Grandmaster Kim Ki-whang (1920-1993)." Inside Tae Kwon Do, 3:1 (Feb. 1994), pp. 56–59.
- US Taekwondo Grandmasters Society 4th Annual Hall of Fame Awards 보관됨 2023-09-25 - 웨이백 머신, 2009, "Pioneer Award" section detailing career.